# Инспайръл Карпътс
„Инспайръл Карпътс“ (на английски: Inspiral Carpets) е алтернативна рок и т.н. мадчестър група от Олдъм, Англия, Великобритания, създадена през 1980 г.

## История
„Карпътс“ издава касета „Cow“ с 4 песни през 1987 г. В края на годината групата свири в студиото „The Mill“, издава касета „Dung 4“ през май 1989 г.
През 1990 г. групата дебютния албум „Life“ със синглите „This Is How It Feels“, „Move“ и „She Comes in the Fall“. Групата се разпада през 1994 г.
На концертите на „Карътс“ в периода 1989 – 1991 г., асистент („роуди“) им е бъдещия китарист на „Оуейсис“, Ноуъл Галахър.
Групата се събира отново през 2003 г. и изнася концерти. Новият сингъл „You're So Good for Me“ е издаден през 2012 г., с оригинален вокалист Стивън Холт.
На 22 ноември 2016 година умира барабанистът Крейг Гил.

## Дискография
- Songs of Shallow Intensity (1986)
- Waiting for Ours (1987)
- Cow (1987)
- PlaneCrash (1988)
- TrainSurfing (1989)
- Dung 4 (1989)
- Life (1990)
- Cool as Fuck (1990)
- 21790 (1990)
- Island Head (1990)
- The Beast Inside (1991)
- Revenge of the Goldfish (1992)
- Devil Hopping (1994)
- The Singles (1995)
- Radio 1 Sessions (1999)
- Cool As (2003)
- Keep the Circle (2007)
- You're So Good for Me (2012)
- Fix Your Smile (2013)
- Inspiral Carpets (2014)